# Мерседес (команда Формулы-1)
Mercedes (полное название Mercedes AMG Petronas Motorsport) — немецкая команда-автопроизводитель, принимающая участие в чемпионате мира Формулы-1 начиная с 2010 года. После долгого периода, прошедшего со времен участия команды в чемпионатах мира 1954—1955 годов, во время которого Хуан Мануэль Фанхио завоевал два чемпионских титула, новой команде удалось достичь гораздо большего успеха и завоевать восемь кубков конструкторов подряд: в 2014, 2015, 2016, 2017, 2018, 2019, 2020 и 2021 годах. Пилоты команды завоевали семь чемпионских титулов: шесть из них — Льюис Хэмилтон (2014, 2015, 2017, 2018, 2019, 2020), и один — Нико Росберг (2016).

## История
16 ноября 2009 года было официально объявлено о том, что Mercedes-Benz выкупает команду Brawn, а Росс Браун остаётся в качестве руководителя команды. База команды осталась в Брэкли, Великобритания, которая находится менее чем в 45 километрах от завода моторов Mercedes-Benz в Бриксворте.
К бывшему пилоту Williams Нико Росбергу присоединился возвратившийся в Формулу-1 семикратный чемпион мира Михаэль Шумахер, а Ник Хайдфельд стал резервным гонщиком команды. В конце 2012 года Шумахер завершил карьеру в Формуле-1. А новым напарником Нико Росберга стал чемпион 2008 года Льюис Хэмилтон.
Следующие три года команда провела, полностью доминируя в чемпионате. Чемпионом мира в 2014—2015 годах стал Хэмилтон, Росберг же оба раза завоевал звание вице-чемпиона. В 2016 году они поменялись местами — Росберг стал чемпионом, а через два дня после завоевания титула объявил о завершении карьеры в автоспорте. Новым напарником Хэмилтона на 2017 год стал Валттери Боттас.
После этого ещё в четырёх сезонах команда Mercedes имела тотальное доминирование. В 2017—2020 годах чемпионом снова становился Льюис Хэмилтон, а Валттери Боттас два раза становился вице-чемпионом и два раза занимал 3-е месте.

### Выступление в Формуле-1
Нико Росберг был объявлен основным гонщиком команды 23 ноября 2009 года, а ровно через месяц семикратный чемпион Михаэль Шумахер объявил о возвращении Формулу-1, на этот раз с командой Mercedes-Benz. Пилоты Brawn GP 2009 года покинули команду: Дженсон Баттон заключил контракт с McLaren, а Рубенс Баррикелло перешёл в команду Williams. Приобретение команды Brawn означало, что Mercedes-Benz расстались с McLaren. 40 % акций McLaren, принадлежащих корпорации Daimler (которая владела Mercedes) с января 2000 года должны были быть проданы обратно McLaren Group за 500 миллионов фунтов стерлингов. Одной из причин расставания Mercedes с McLaren стали «амбициозные планы по созданию дорожных автомобилей», поскольку McLaren планировал начать производство McLaren MP4-12C в 2011 году. Тем не менее Mercedes собирались продолжить поставку двигателей для McLaren до конца 2014 года. Начиная с 2015 McLaren собирался перейти на двигатели Honda.
Начиная с 2010 года боевой состав пилотов — Михаэль Шумахер и Нико Росберг — оставался неизменным, вплоть до ухода из гонок Михаэля Шумахера после сезона 2012 года. Начиная с 2013 место семикратного чемпиона мира занял Льюис Хэмилтон. В 2013 году Mercedes завоевал вторую строчку в кубке конструкторов, уступив лишь команде Red Bull.
В сезоне-2014 команда сохранила состав пилотов, создав невероятно быструю машину: шесть гонок подряд, начиная с первого же этапа, Гран-при Австралии, только гонщики Mercedes пересекали линию финиша первыми, создавая к финишу огромный отрыв от своих соперников. В итоге Хэмилтон выиграл титул, а Росберг стал вице-чемпионом, уступив в упорной борьбе.
На следующий год Mercedes продолжила доминировать. Хэмилтон снова выиграл титул, на этот раз почти без борьбы со стороны Росберга. После Гран-при США, когда пилоты готовились выйти на подиум, Хэмилтон демонстративно бросил в  Росберга кепку с надписью "№2", а  тот бросил её обратно в Льюиса, оскорбленный этим.
В 2016 году доминирование команды продолжилось. Росберг выиграл 4 первые гонки, а на Гран-при Испании оба пилота Mercedes столкнулись между собой на первом круге и вынуждены были сойти, а победил в той гонке 18-летний Макс Ферстаппен. В итоге в упорной борьбе титул завоевал Росберг, который спустя несколько дней после финальной гонки объявил о завершении карьеры. Новым напарником Хэмилтона стал Валттери Боттас из Williams.
C 2017 года название команды преобразилось в Mercedes AMG Petronas Motorsport. На старте сезона были очень сильны Ferrari, и их пилот Себастьян Феттель навязывал равную конкуренцию Хэмилтону. К Гран-при Сингапура Феттель лидировал в чемпионате, но, стартовав с поул-позиции, столкнулся на старте с Максом Ферстаппеном и своим напарником, Кими Райкконеном, утратил уверенность и проиграл борьбу за титул. Хэмилтон выиграл свой четвертый титул, а Боттас стал третьим в зачете.
В 2018 году ситуация в борьбе за титул повторилась. Феттель хорошо провел первую половину сезона, но потерял лидерство и уверенность в своих силах после аварии на своём домашнем Гран-при Германии, где Себастьян лидировал. В итоге Хэмилтон снова выиграл титул, а Боттас закончил сезон лишь пятым, позади пилотов Ferrari и Ферстаппена.
В 2019 и 2020 годах Mercedes безоговорочно доминировала, Хэмилтон взял шестой и седьмой титул, а Боттас два раза стал вице-чемпионом.
В 2021 году прибавила команда Red Bull, и борьба за чемпионство проходила между Хэмилтоном и Ферстаппеном. К последнему этапу у них было равное количество очков. Ферстаппен, несмотря на поул-позицию и более мягкие шины, сразу же отдал лидерство Хэмилтону, а при контратаке с его стороны Хэмилтон срезал поворот и остался безнаказанным. После аварии аутсайдера чемпионата Николаса Латифи появилась машина безопасности, благодаря которой Ферстаппен прошел Хэмилтона на последнем круге и завоевал свой первый титул, а Mercedes выиграли только кубок конструкторов.
После окончания сезона Валттери Боттас ушел в «Alfa Romeo», а на его место пришел Джордж Расселл.
В сезоне 2022 Mercedes не смогли построить быструю машину и стали только третьими в чемпионате, одержав усилиями Расселла только одну победу на Гран-при Сан-Паулу. При этом в личном зачете Расселл уже в своем первом сезоне смог опередить Хэмилтона.
В 2023 году Мерседес заняли второе место в зачете конструкторов, опередив Ferrari на 3 очка, но не одержали ни одной победы. Хэмилтон закончил сезон третьим, а Расселл - лишь восьмым.

## Спонсорство

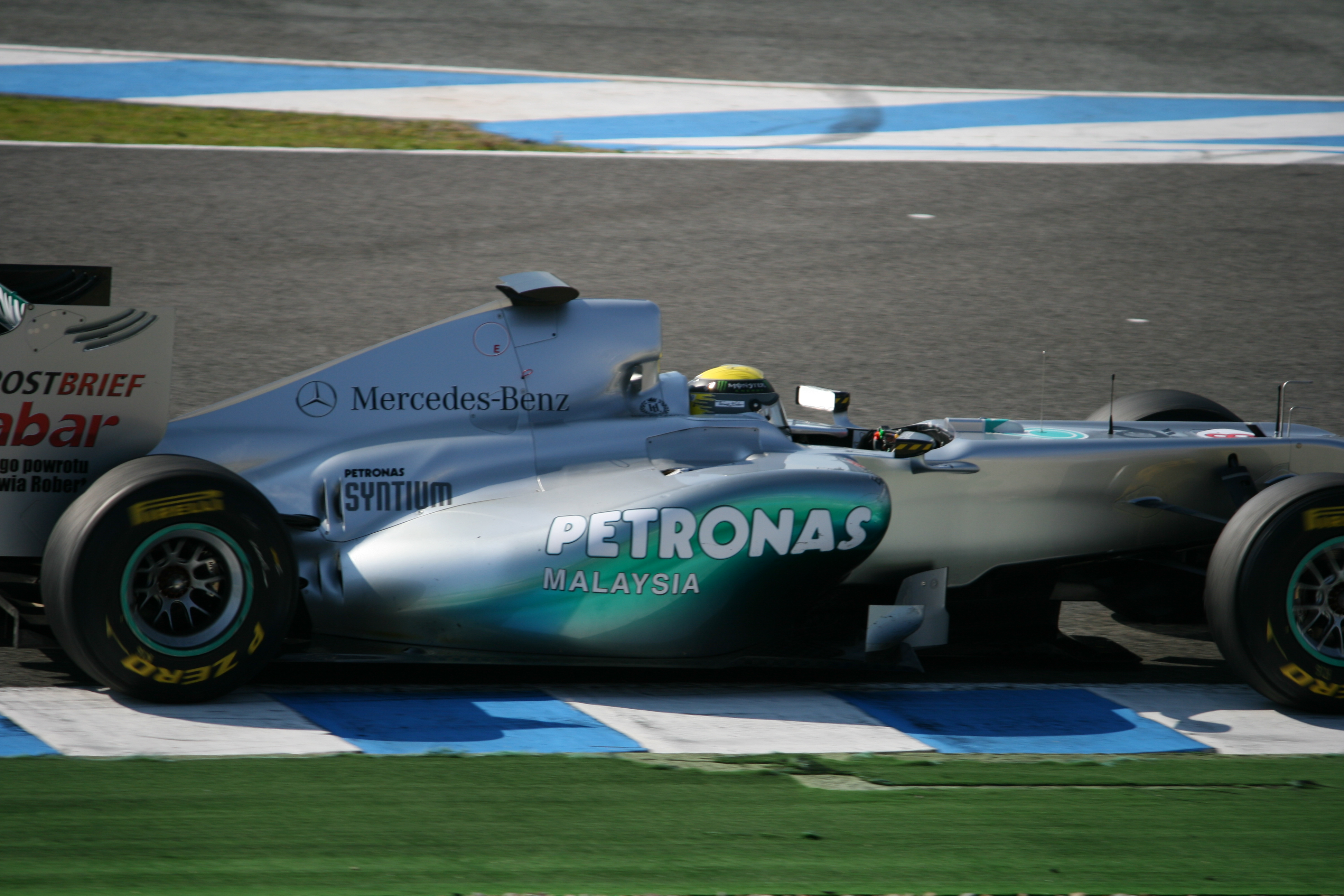
Титульным спонсором команды является Petronas

В декабре 2009 года команда столкнулась с неприятностями, когда обнаружилось, что трёхлетний контракт на спонсорскую поддержку, превышающую 90 миллионов евро, подписанный Brawn с компанией Henkel в июле, оказался недействительным. Henkel утверждал, что у них не было интереса к Формуле-1, а сделка была проведена бывшим руководителем спонсорского отдела Henkel. 22 декабря Henkel объявила, что проблемы решены, хотя команда собиралась продолжить сотрудничество по этому делу с немецкой прокуратурой.
21 декабря 2009 года команда объявила о подписании контракта с малайзийской нефтяной компанией Petronas, которая стала титульным спонсором команды. В 2010 году полным названием команды должно было стать Mercedes GP Petronas F1 Team. Согласно некоторым сообщениям, соглашение с Petronas должно было приносить 30 миллионов евро каждый сезон. Вкупе с призовыми от телетрансляций в 50 миллионов[чего?] для Brawn за выступления в сезоне 2009 года, бюджет команды без учёта денег, принесённых Mercedes, и других спонсорских контрактов, должен был составить 80 миллионов евро.
25 января 2010 года была представлена раскраска команды в штутгартском музее Mercedes-Benz. На этой презентации также присутствовали Росберг и Шумахер. Команда планировала участвовать в традиционных серебряных цветах и сохранить спонсора MIGfx, поддерживавшего Brawn, а также в числе спонсоров появилась инвестиционная группа Aabar.
Спонсоры: Petronas, Ineos, UBS, CrowdStrike, Hewlett Packard Enterprise, IWC Schaffhausen, The Ritz-Carlton, Tommy Hilfiger, Puma, Police (бренд) , Endless, Pirelli, AMG.

## Результаты выступлений

### Результаты за последние пять лет
| Легенда к таблице |                                                                    |
| --- | ------------------------------------------------------------------ |
| В таблице перечислены результаты всех Гран-при Формулы-1, в которых принимала участие команда. Строками таблицы являются сезоны, столбцами — этапы чемпионата мира. В каждой клетке указаны сокращённое название этапа и результаты гонщиков команды, дополнительно обозначенные цветом. Расшифровка обозначений и цветов представлена в нижеследующей таблице. |                                                                    |
| \| Пример \| Описание \| \| ------------ \| ------------------------------------------------------------------ \| \| 1 \| Победитель \| \| 2 \| Второе место \| \| 3 \| Третье место \| \| 5 \| Финишировал, заработав очки \| \| Сход \| Не финишировал, но при этом заработал очки \| \| 12 \| Финишировал, не получив очков \| \| НКЛ \| Финишировал, но не попал в финальную классификацию \| \| 15 \| Участвовал вне зачёта, либо по отдельной классификации \| \| 18 \| Не финишировал, но попал в финальную классификацию \| \| Сход \| Не финишировал \| \| НКВ \| Не прошёл квалификацию \| \| НПКВ \| Не прошёл предквалификацию \| \| ДСК \| Дисквалифицирован \| \| ИСК \| Исключён из протокола соревнований \| \| ТТ \| Заявлен для участия только в тренировках \| \| НС \| Участвовал в квалификации, но не стартовал в гонке \| \| Т \| Травмирован или болен \| \| ОТК \| Отказ от участия \| \| НТР \| Прибыл на соревнования, но на трассу не выезжал \| \| НПР \| Был заявлен в числе участников, но не прибыл к началу соревнований \| \| О \| Соревнования отменены \| \| \| Не участвовал \| \| Поул-позиция \| \| \| Быстрый круг \| \| |                                                                    |
| Пример | Описание                                                           |
| 1 | Победитель                                                         |
| 2 | Второе место                                                       |
| 3 | Третье место                                                       |
| 5 | Финишировал, заработав очки                                        |
| Сход | Не финишировал, но при этом заработал очки                         |
| 12 | Финишировал, не получив очков                                      |
| НКЛ | Финишировал, но не попал в финальную классификацию                 |
| 15 | Участвовал вне зачёта, либо по отдельной классификации             |
| 18 | Не финишировал, но попал в финальную классификацию                 |
| Сход | Не финишировал                                                     |
| НКВ | Не прошёл квалификацию                                             |
| НПКВ | Не прошёл предквалификацию                                         |
| ДСК | Дисквалифицирован                                                  |
| ИСК | Исключён из протокола соревнований                                 |
| ТТ | Заявлен для участия только в тренировках                           |
| НС | Участвовал в квалификации, но не стартовал в гонке                 |
| Т | Травмирован или болен                                              |
| ОТК | Отказ от участия                                                   |
| НТР | Прибыл на соревнования, но на трассу не выезжал                    |
| НПР | Был заявлен в числе участников, но не прибыл к началу соревнований |
| О | Соревнования отменены                                              |
| | Не участвовал                                                      |
| Поул-позиция |                                                                    |
| Быстрый круг |                                                                    |

| Сезон | Шасси        | Двигатель                                 | Ш | Гонщики   | 1   | 2    | 3    | 4   | 5    | 6   | 7    | 8    | 9    | 10   | 11   | 12   | 13  | 14   | 15  | 16  | 17   | 18  | 19       | 20   | 21  | 22  | 23  | 24  | Место | Очки  |
| ----- | ------------ | ----------------------------------------- | - | --------- | --- | ---- | ---- | --- | ---- | --- | ---- | ---- | ---- | ---- | ---- | ---- | --- | ---- | --- | --- | ---- | --- | -------- | ---- | --- | --- | --- | --- | ----- | ----- |
| 2021  | Mercedes W12 | Mercedes-AMG F1 M12 E Performance 1,6 V6T | P |           | БАХ | ЭМИ  | ПОР  | ИСП | МОН  | АЗЕ | ФРА  | ШТИ  | АВТ  | ВЕЛ  | ВЕН  | БЕЛ  | НИД | ИТА  | РОС | ТУР | США  | МЕХ | САП      | КАТ  | САУ | АБУ |     |     | 1     | 613,5 |
| 2021  | Mercedes W12 | Mercedes-AMG F1 M12 E Performance 1,6 V6T | P | Хэмилтон  | 1   | 2    | 1    | 1   | 7    | 15  | 2    | 2    | 4    | 1    | 2    | 3    | 2   | Сход | 1   | 5   | 2    | 2   | 1        | 1    | 1   | 2   |     |     | 1     | 613,5 |
| 2021  | Mercedes W12 | Mercedes-AMG F1 M12 E Performance 1,6 V6T | P | Боттас    | 3   | Сход | 3    | 3   | Сход | 12  | 4    | 3    | 2    | 3    | Сход | 12   | 3   | 3    | 5   | 1   | 6    | 15  | 3        | Сход | 3   | 6   |     |     | 1     | 613,5 |
| 2022  | Mercedes W13 | Mercedes-AMG F1 M13 E Performance 1,6 V6T | P |           | БАХ | САУ  | АВС  | ЭМИ | МАЙ  | ИСП | МОН  | АЗЕ  | КАН  | ВЕЛ  | АВТ  | ФРА  | ВЕН | БЕЛ  | НИД | ИТА | СИН  | ЯПО | США      | МЕХ  | САП | АБУ |     |     | 3     | 515   |
| 2022  | Mercedes W13 | Mercedes-AMG F1 M13 E Performance 1,6 V6T | P | Хэмилтон  | 3   | 10   | 4    | 13  | 6    | 5   | 8    | 4    | 3    | 3    | 3    | 2    | 2   | Сход | 4   | 5   | 9    | 5   | 2        | 2    | 2   | 18  |     |     | 3     | 515   |
| 2022  | Mercedes W13 | Mercedes-AMG F1 M13 E Performance 1,6 V6T | P | Расселл   | 4   | 5    | 3    | 4   | 5    | 3   | 5    | 3    | 4    | Сход | 4    | 3    | 3   | 4    | 2   | 3   | 14   | 8   | 5        | 4    | 1   | 5   |     |     | 3     | 515   |
| 2023  | Mercedes W14 | Mercedes-AMG F1 M14 E Performance 1,6 V6T | P |           | БАХ | САУ  | АВС  | АЗЕ | МАЙ  | МОН | ИСП  | КАН  | АВТ  | ВЕЛ  | ВЕН  | БЕЛ  | НИД | ИТА  | СИН | ЯПО | КАТ  | США | МЕХ      | САП  | ЛАС | АБУ |     |     | 2     | 409   |
| 2023  | Mercedes W14 | Mercedes-AMG F1 M14 E Performance 1,6 V6T | P | Хэмилтон  | 5   | 5    | 2    | 6   | 6    | 4   | 2    | 3    | 8    | 3    | 4    | 4    | 6   | 6    | 3   | 5   | Сход | ДСК | 2        | 8    | 7   | 9   |     |     | 2     | 409   |
| 2023  | Mercedes W14 | Mercedes-AMG F1 M14 E Performance 1,6 V6T | P | Расселл   | 7   | 4    | Сход | 8   | 4    | 5   | 3    | Сход | 7    | 5    | 6    | 6    | 17  | 5    | 16  | 7   | 4    | 5   | 6        | Сход | 8   | 3   |     |     | 2     | 409   |
| 2024  | Mercedes W15 | Mercedes-AMG F1 M15 E Performance 1,6 V6T | P |           | БАХ | САУ  | АВС  | ЯПО | КИТ  | МАЙ | ЭМИ  | МОН  | КАН  | ИСП  | АВТ  | ВЕЛ  | ВЕН | БЕЛ  | НИД | ИТА | АЗЕ  | СИН | США      | МЕХ  | САП | ЛАС | КАТ | АБУ | 4     | 468   |
| 2024  | Mercedes W15 | Mercedes-AMG F1 M15 E Performance 1,6 V6T | P | Хэмилтон  | 7   | 9    | Сход | 9   | 9    | 6   | 6    | 7    | 4    | 3    | 4    | 1    | 3   | 1    | 8   | 5   | 9    | 6   | [ П 13 ] | 4    | 10  | 2   | 12  | 4   | 4     | 468   |
| 2024  | Mercedes W15 | Mercedes-AMG F1 M15 E Performance 1,6 V6T | P | Расселл   | 5   | 6    | 17   | 7   | 6    | 8   | 7    | 5    | 3    | 4    | 1    | Сход | 8   | ДСК  | 7   | 7   | 3    | 4   | 6        | 5    | 4   | 1   | 4   | 5   | 4     | 468   |
| 2025  | Mercedes W16 | Mercedes-AMG F1 M16 E Performance 1,6 V6T | P |           | АВС | КИТ  | ЯПО  | БАХ | САУ  | МАЙ | ЭМИ  | МОН  | ИСП  | КАН  | АВТ  | ВЕЛ  | БЕЛ | ВЕН  | НИД | ИТА | АЗЕ  | СИН | США      | МЕХ  | САП | ЛАС | КАТ | АБУ | 3*    | 236*  |
| 2025  | Mercedes W16 | Mercedes-AMG F1 M16 E Performance 1,6 V6T | P | Антонелли | 4   | 6    | 6    | 11  | 6    | 6   | Сход | 18   | Сход | 3    | Сход | Сход | 16  | 10   |     |     |      |     |          |      |     |     |     |     | 3*    | 236*  |
| 2025  | Mercedes W16 | Mercedes-AMG F1 M16 E Performance 1,6 V6T | P | Расселл   | 3   | 3    | 5    | 2   | 5    | 3   | 7    | 11   | 4    | 1    | 5    | 10   | 5   | 3    |     |     |      |     |          |      |     |     |     |     | 3*    | 236*  |

* Сезон продолжается.

### Комментарии
1. ↑  До 1958 года кубок конструкторов не разыгрывался.
2. ↑  Получил дополнительные два очка за второе место в спринте.
3. ↑  В гонке пройдено менее 75% дистанции, поэтому начислена половина очков.
4. ↑  Получил дополнительное очко за третье место в спринте.
5. 1 2  Получил дополнительные три очка за первое место в спринте.
6. 1 2 3 4 5  Получил дополнительное очко за восьмое место в спринте.
7. 1 2  Получил дополнительные шесть очков за третье место в спринте.
8. 1 2 3 4 5 6 7  Получил дополнительные пять очков за четвёртое место в спринте.
9. ↑  Получил дополнительные восемь очков за первое место в спринте.
10. 1 2 3 4 5  Получил дополнительные два очка за седьмое место в спринте.
11. 1 2  Получил дополнительные четыре очка за пятое место в спринте.
12. 1 2  Получил дополнительные семь очков за второе место в спринте.
13. 1 2 3 4  Получил дополнительные три очка за шестое место в спринте.
14. ↑  Совершил «хет-трик»: стартовал с поул-позиции, показал быстрый круг в гонке и победил.